# Oskar Svärd (politiker)
Oskar Svärd, född 25 december 1995 i Kumla, är en svensk moderat politiker. Han valdes in som ledamot i riksdagen vid riksdagsvalet 2022. Han är sonson till den centerpartistiske politikern Anders Svärd.
Svärd var mellan 2017 och 2022 kommunalråd i Kumla kommun och har varit ledamot i regionfullmäktige i Region Örebro län. Han valdes 2021 till ordförande i partiets länsförbund i Örebro.